# Fernand Pelloutier
Fernand Pelloutier (París, 1 d'octubre del 1867 - Sèvres, 13 de març del 1901) fou sindicalista francès estretament vinculat a la Fédération des Bourses du Travail, de la qual fou l'animador fins a la mort. Al seu dedins, forjà el cos bàsic de la doctrina del Sindicalisme revolucionari, un moviment social molt intens a França entre 1906 i 1908.
Fill d'una família burgesa de Nantes, es dedicà al periodisme en acabat dels estudis secundaris. Dirigí successivament òrgans socialistes, com L'Ouest républicain i la Démocratie de l'Ouest. Fundà amb el seu amic i company de lluita, Aristide Briand, la secció socialista de Saint-Nazaire. Ambdós es convertiren d'aleshores ençà en propagandistes i teòrics del concepte de vaga general, la qual cosa provocà la seva ruptura amb Jules Guesde, socialista marxista, i fortes polèmiques dins el món obrer militant. El 1893, Pelloutier es traslladà a París i començà a relacionar-se amb el moviment anarquista. Es convertí en tresorer de la Fédération des Bourses du Travail i més tard (1895) secretari general de l'organització. Fins a la seva mort s'encarregà d'aquesta Federació i n'impedí la unió amb la central sindical Confédération Nationale du Travail, unió que no es consumà fins a la mort de Pelloutier. El 1897 fundà la revista L'ouvrier des Deux Mondes. Tot i la tuberculosi que patia d'ençà la infantesa i la misèria crònica en la qual vivia, aconseguí de dur a terme una gran activitat dins el moviment francès de les darreries del segle xix i de convertir-se en un símbol del Sindicalisme revolucionari que naixia arreu d'Europa i que arrelava amb força a França. Morí als 33 anys, amb una gran quantitat d'obres embastades que es publicaren pòstumament i es convertiren en les referències teòriques del Sindicalisme revolucionari.